# Brigitte McMahon
Brigitte McMahon-Huber (Baar, 25 maart 1967) is een voormalige Zwitserse triatlete en zwemster. Ze werd olympisch kampioene op dit onderdeel. Ook was ze een sterk zwemster en werd Zwitsers kampioen op de onderdelen 100 m en 200 m rugslag.
McMahon deed mee aan de Olympische Spelen van 2000 in Sydney op de triatlon. Hier won ze een gouden medaille in een totaaltijd van 2:00.40,52. Die prestatie leverde haar in eigen land de uitverkiezing op van Zwitsers Sportvrouw van het Jaar 2000.
Vier jaar later nam McMahon deel aan de Olympische Spelen van 2004 in Athene. Daar haalde ze een tiende plaats in een tijd van 2:07.07,23. In 2005 werd ze positief bevonden op het gebruik van epo. Ze beweert pas met doping te zijn begonnen na de Olympische Spelen van 2000 waar ze een gouden medaille won. Ze werd voor twee jaar geschorst en met onmiddellijke ingang uit het olympische team gezet. Brigitte heeft toen besloten een punt te zetten achter haar sportieve loopbaan. Ze was aansloten bij Tri Team Zugerland.
Ze is moeder van drie kinderen.

## Titels
- Olympisch kampioen triatlon - 2000
- Zwitsers kampioene 100 m rugslag - 1990
- Zwitsers kampioene 200 m rugslag - 1990

## Palmares

### Triatlon
- 1995: 51e WK olympische afstand - 2:15.45
- 1998: 41e WK olympische afstand - 2:17.49
- 1999: 41e WK olympische afstand - 2:01.16
- 2000: 8e WK - 1:55.57
- 2000:  OS - 2:00.40,52
- 2002: 6e EK
- 2003: 23e WK
- 2004: 10e OS - 2:07.07,73
- 2004: 18e WK

2000: Brigitte McMahon ·
2004: Kate Allen ·
2008: Emma Snowsill · 
2012: Nicola Spirig · 
2016: Gwen Jorgensen · 
2020: Flora Duffy · 
2024: Cassandre Beaugrand